# Facetotecta
Os facetotectos (facetotecta) ou larvas-y são uma subclasse de crustáceos maxilópodos que incluem um só gênero: Hansenocaris. Foram descritas até hoje meia dúzia de espécies, sendo todas elas conhecidas por formas larvais náuplias ou cipris. O tamanho dos maiores indivíduos ultrapassa 0,5 milímetros. Apesar de serem conhecidas desde 1899, nunca foram identificados membros adultos destas larvas. Foi sugerido que os facetotectos poderiam ser larvas de alguma espécie desconhecida da subclasse maxillopoda Tantulocarida.